# Pseudanapis aloha
Pseudanapis aloha är en spindelart som beskrevs av Forster 1959. Pseudanapis aloha ingår i släktet Pseudanapis och familjen Anapidae. Inga underarter finns listade i Catalogue of Life.